# Chlauschlöpfen

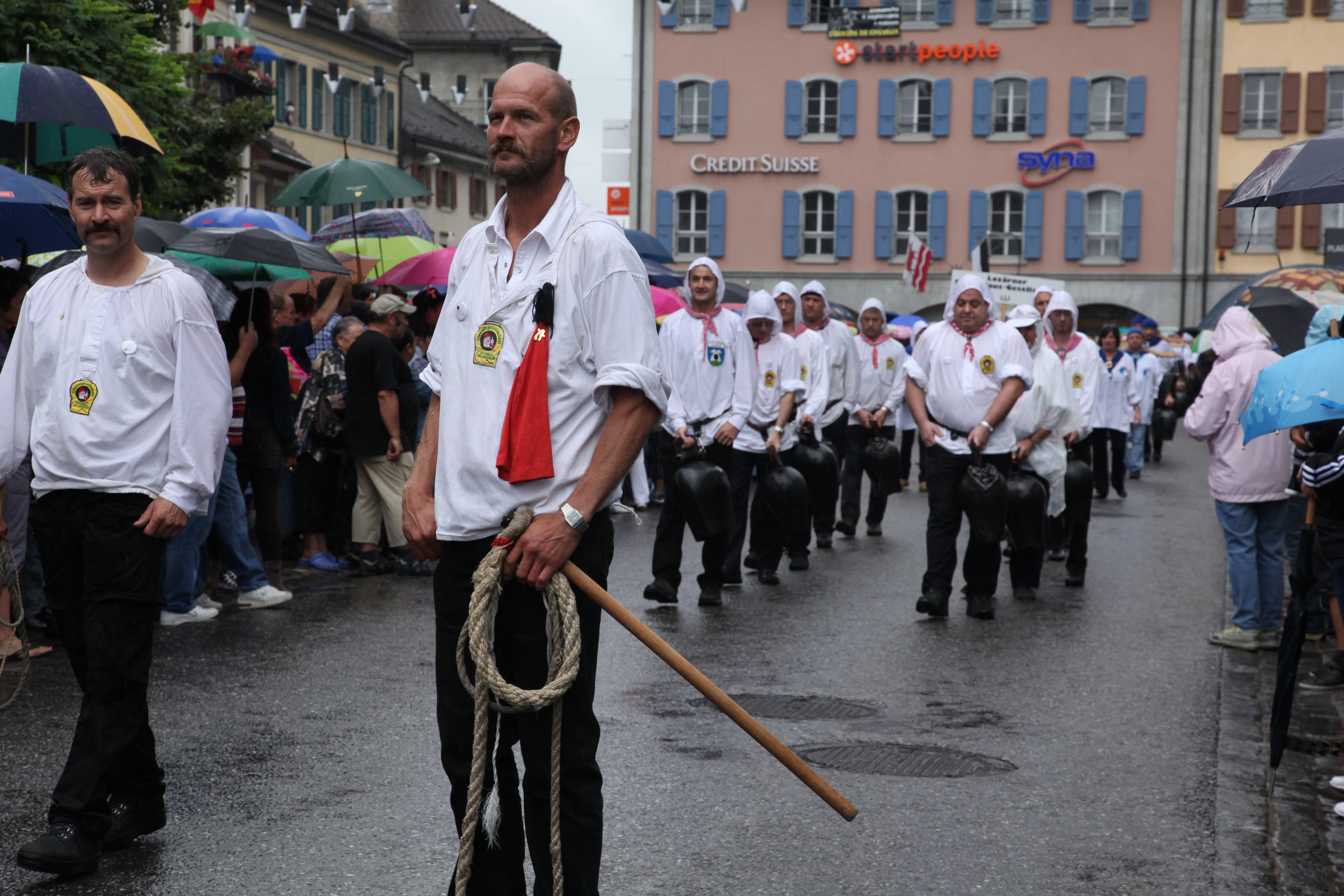

Chlauschlöpfen is een ritueel uit het district Lenzburg in het Zwitserse kanton Aargau met als doel om Sint Nicolaas te wekken. Met de Chlausgeisseln worden harde knallen veroorzaakt die door het gehele dorp te horen zijn.

## Het ritueel
Het ritueel wordt uitgevoerd in Adligenswil, Ammerswil, Auenstein, Brunegg, Dintikon, Egliswil, Hallwil, Hausen bei Brugg, Hendschiken, Hunzenschwil, Lenzburg, Mägenwil, Möriken-Wildegg, Niederlenz, Othmarsingen, Rupperswil, Schafisheim, Seengen, Seon en Staufen.
In november tot december wordt Sinterklaas gewekt door de zweepslagen. Dit duurt lang, daarom wordt Sint-Nicolaasdag niet op 5 december maar op de tweede donderdag van december gevierd. 

## Herkomst
Vroeger dacht men dat tijdens midwinter de onderwereld contact maakte met deze wereld. De zielen van de doden kwamen naar deze wereld en volgden de levenden. Door de harde knallen van de zweep zouden de demonen en geesten verdreven worden.
Een verhaal vertelt dat Sinterklaas elk jaar op zijn naamsdag uit zijn woning in de Goffersberg kwam en de vele treden afdaalde naar Lenzburg. Op een bepaald moment strooide een kwajongen erwten op de treden, waardoor Sinterklaas uitgleed op zijn terugweg. Hij werd boos en sloeg de deur achter zich dicht. Hij zou niet weer afdalen vanuit zijn woning. De kwajongen kreeg spijt en wilde om vergeving vragen, maar hij kon de deur naar de woning van Sinterklaas niet meer vinden. Om Sinterklaas te lokken, werden harde knallen met de zweep gemaakt.
Oorspronkelijk werd met het Chlauschlöpfen begonnen op 11 november, Sint Maarten. Tegenwoordig wordt al eind oktober begonnen. In Egliswil, Seengen en Hallwil wordt op de 1e dinsdag in november begonnen.

## Clausgeissel
Er zijn twee typen zwepen, de Lenzburger (of ook wel Lüthi Geisseln) en de Innerschweizer Modell. De zwepen zijn 1,5 tot 4,5 meter lang en worden met de hand gemaakt.